# Píďalička jarní
Pídalička jarní (Eupithecia abbreviata) je druh motýla z čeledi píďalkovitých (Geometridae). Vyskytuje se v Evropě, včetně České republiky, dále na Blízkém východě a v severní Africe. Housenky se živí zejména listy a květy dubů a hlohu. Dospělci létají na jaře, obvykle od dubna do května.

## Popis

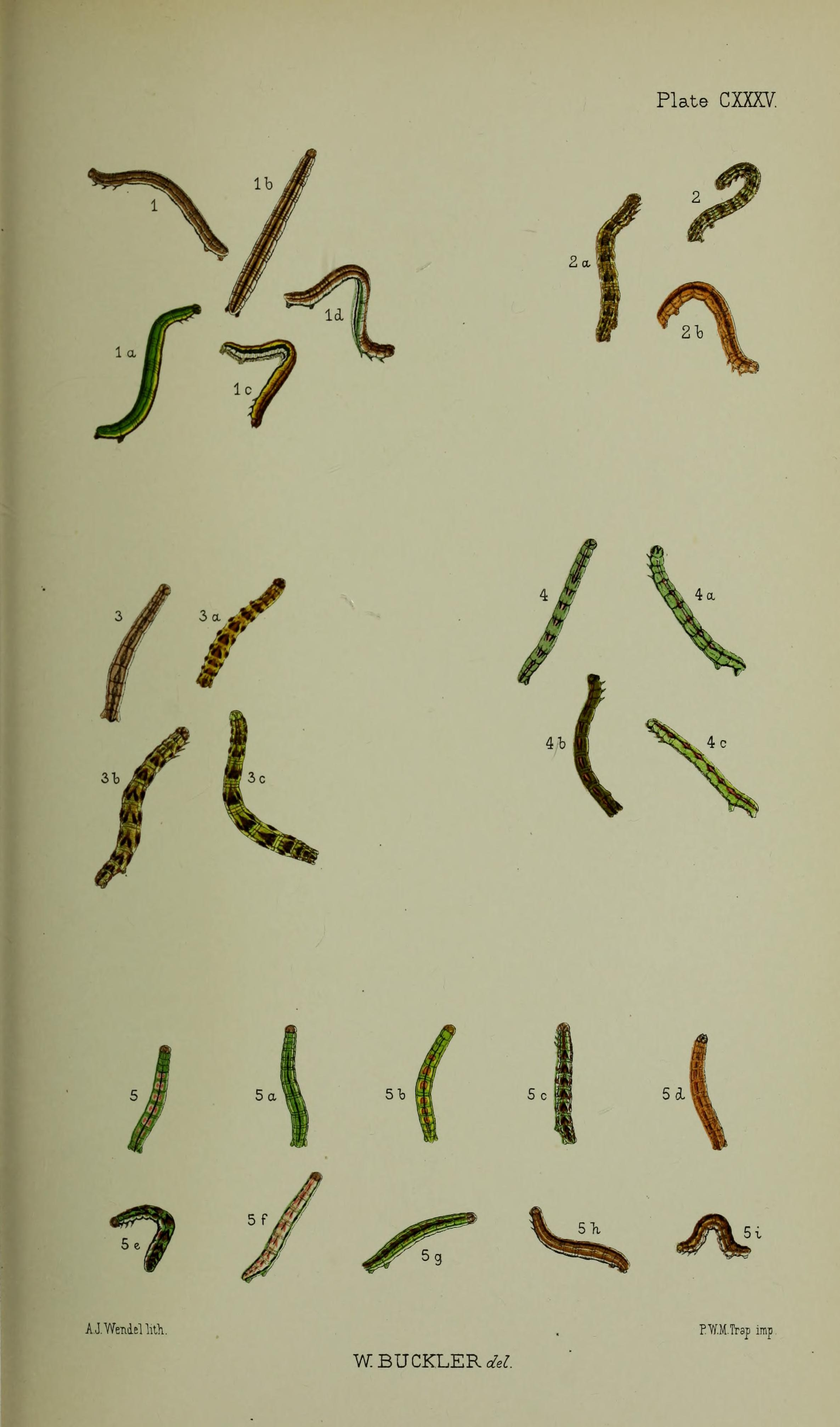
Housenky pídaličky jarní v různých stádiích vývoje

Dospělý motýl má rozpětí křídel 19–22 mm a délku předních křídel 10–12 mm. Křídla jsou hnědošedá s tmavými skvrnami a čárkami na žilnatině. Zadní křídla jsou menší, s téměř rovným okrajem. Tělo motýla je štíhlé a barva křídel napomáhá maskování na kmenech stromů, zejména dubů (Quercus).
Housenky jsou hladké, štíhlé a zbarvené do šedé nebo žlutavě šedé barvy. Na hřbetě mají tmavé diamantové skvrny, zatímco postranní pruhy jsou tmavé a ostře vroubkované.

## Životní cyklus
Dospělí jedinci se vyskytují od dubna do května a létají za soumraku a v noci. Jsou přitahováni světlem a sladkými návnadami. Housenky se objevují v květnu a červnu, živí se květy a mladými listy dubů a hlohu (Crataegus monogyna). Pídalička jarní přezimuje v podobě kukly.

## Podobné druhy
Pídalička jarní může být zaměněna s příbuznými druhy, například s pídaličkou dubovou (Eupithecia dodoneata), která má šedší tón a ostřeji vymezené kresby na křídlech. Rozlišení těchto druhů často vyžaduje detailní morfologické zkoumání, například analýzu genitálií.

## Výskyt
Pídalička jarní obývá listnaté lesy, zejména dubové porosty, ale také parky a aleje. Vyskytuje se od nížin až do nadmořské výšky 1100 metrů v jižních Alpách.

## Ohrožení
V České republice není pídalička jarní považována za ohrožený druh a vyskytuje se zde hojně.